# Kannus
Kannus – gmina w Finlandii, położona w zachodniej części kraju, należąca do regionu Ostrobotnia Środkowa i podregionu Kokkola.

## Współpraca
Miejscowość partnerska:
- Bièvre, Belgia